# Лученец
 Тази статия е за града в Словакия.  За окръга вижте Лученец (окръг).  
Лученец (на словашки: Lučenec) е град в южна Словакия, административен център на окръг Лученец в Банскобистришки край. Населението му е 27 991 души (по приблизителна оценка от декември 2017 г.).

## География
Луенец е разположен на 190 m надморска височина в Лученско-Кошицката низина в подножието на Западните Карпати, на 58 km югоизточно от Банска Бистрица и на 10 km северно от границата с Унгария.
Климатът на Лученец е влажен континентален с горещо лято (Dfa по Кьопен).
| Лученец                            | Лученец | Лученец | Лученец | Лученец | Лученец | Лученец | Лученец | Лученец | Лученец | Лученец | Лученец | Лученец | Лученец |
| Месеци                             | яну.    | фев.    | март    | апр.    | май     | юни     | юли     | авг.    | сеп.    | окт.    | ное.    | дек.    | Годишно |
| Средни максимални температури (°C) | 0,9     | 4,3     | 10,1    | 15,8    | 21,1    | 24      | 26,2    | 26,3    | 21,4    | 14,9    | 6,7     | 2,1     |         |
| Средни минимални температури (°C)  | −6      | −4,3    | −0,6    | 3,5     | 8,3     | 11,3    | 12,8    | 12,4    | 8,8     | 4,1     | −0,2    | −3,9    |         |
| ---------------------------------- | ------- | ------- | ------- | ------- | ------- | ------- | ------- | ------- | ------- | ------- | ------- | ------- | ------- |
|                                    |         |         |         |         |         |         |         |         |         |         |         |         |         |

## История
Мястото на днешния Лученец и неговите околности са населени от каменната епоха. През VI-VII век в региона се заселват славяни, а през X век и унгарци.
Първите сведения за селището са от 1247 година, когато то е част от Унгария. До първата половина на XV век то е село, отдалечено от главните търговски пътища. През 1442 година Лученец е завзет от войските на хуситите, водени от Ян Искра. През 1451 година в битката при Лученец Искра нанася поражение на армията на Янош Хуняди.
След падането на крепостта Филяково през 1554 година Лученец попада под контрола на Османската империя и нейните васали до 1593 година. Дълго след това, до края на XVII век, османците остават заплаха за града и околностите му. Градът е опожаряван неколкократно при войните през първата половина на XIX век, а при потушаването на Унгарската революция от 1848 година е окупиран от руски войски.
През XIX и XX век градът се модернизира, построени са тухларна и кожарска фабрика, през 1865 година Лученец е свързан с телеграфната мрежа, а през 1871 година – с железопътната линия от Будапеща за Жилина. След Първата световна война е част от Чехословакия – с прекъсвания през 1919 година, когато е присъединен към Словашката съветска република, и през 1938 – 1945, когато отново е под унгарско управление. От 1993 година е в независима Словакия.

## Население
Населението на Лученец е около 28 500 души (2011), включително 8,3% етнически унгарци.

## Икономика
Лученец е стопанският център на цялата област Ноград, включваща окръзите Лученец, Римавска Собота, Полтар и Велки Къртиш.